# Statler & Waldorf: From the Balcony
Statler & Waldorf: From the Balcony was een online internetserie met Statler en Waldorf in de hoofdrol. 
De serie liep van juni 2005 tot aan september 2006 en bestaat uit 35 aflevering met naast de twee oude mannen ook veel bekende en nieuwe Muppetpersonages. In de serie bespreken Statler en Waldorf nieuwe films, kijken ze de nieuwste filmtrailers en delen ze het "Balkonisme" van de week met de kijker. From the Balcony is ook beschikbaar geweest op iTunes.
Naast de discussies van de oude mannen, zitten er in veel van de afleveringen ook stukken met andere Muppetpersonages, zoals Pepe the King Prawn, die recente dvd's bespreekt en fictieve trailers waarin de Muppets voorkomen. Andere personages zijn Rowlf, Johnny Fiama, de Zweedse Kok, Bobo the Bear, Dr. Teeth, Animal, Sam the Eagle en Sweetums. Nieuwe personages zijn Larry en Oliver, Lester Possum, Ted Thomas, Stan en Louie, the Hollywood Pitchmen, The Blimp en Loni Dunne.

## Productie
De serie werd geproduceerd door movies.com in samenwerking met The Muppet Studios en Hirsch Productions. Een pilotaflevering was kort te zien vanaf februari 2005. Daarin zitten de hoofdpersonages in een bioscoop films zaten te kijken en reageren ze op de nieuwste trailers voor The Pacifier en Constantine. Pepe the Prawn behandelt een lijst van recent uitgekomen dvd's. In de pilot zijn de set en andere vaste onderdelen van de serie nog niet te zien. De pilot werd van movies.com gehaald in de lente van 2005 en is sindsdien nooit opnieuw geplaatst. 
Op 26 juni 2005 werd de eerste echte aflevering van From the Balcony online gezet. In de eerste acht afleveringen waren vaste poppenspelers verantwoordelijk voor het poppenspel: Dave Goelz, Steve Whitmire en Bill Barretta, maar vanaf aflevering 9 werd het belangrijkste deel van het poppenspel overgenomen door Victor Yerrid en Drew Massey.
Naast de wekelijkste afleveringen werden er promotieclips geproduceerd voor Halloween en de uitreiking van de Oscars.

## Prijzen
In augustus 2006 nam het blad Time de serie op in de lijst The 25 Sites We Can't Live Without. From the Balcony won een Silver Telly bij de Telly Awards van 2006 voor het beste gebruik van komedie. Movies.com kreeg de prijs voor het beste gebruik van humor in een niet uit te zenden video voor de parodie op de film Dukes of Hazzard.

## Rolverdeling
- Steve Whitmire als Statler
- Dave Goelz als Waldorf
- Bill Barretta als Pepe the King Prawn, Rowlf, Johnny Fiama, Zweedse Kok en Bobo the Bear
- Drew Massey als Statler (afl. 9–34), Pepe the King Prawn (afl. 9–34), Animal, De weerman, Sam the Eagle, Stan, Ivan de dorpeling, Clive Focus, Oliver, Mr. Movie, Ted Thomas, Oscar Envelop, Hollywood Straatverkoper, Tom Cruise, "Poseidon: De Musical" zanger, Manny Folds, James Lipton, Long Joel Silver, Ted Thomas Sr., Woody Allen en Coach Gruesome.
- Victor Yerrid als Waldorf (afl. 9–34),  Dr. Teeth, Louie, Sweetums, Larry, Indiana (staat), Lester Possum, Billy, Loni Dunne, De Zepelin, Detective, Hollywood straatverkoper, Hugo, "Poseidon: De Musical" zanger, Waldorf's vervanger, Craig Kent, Polly Wanna Cracker, David Hasselhoff, George Lucas, Flopsy, Close Encounters Alien en Jimmy Pureisle.
- Allan Trautman als bezorger (Muppet) in afl. 17.
- Alice Dinnean als vrouwelijke Whatnot, klant, popcorn (Muppet) in afl. 33.